# Dannii Minogue
Dannii Minogue (teljes nevén Dannielle Jane Minogue; Melbourne, 1971. október 20. –) ausztrál énekesnő, színésznő, fotómodell és televíziós személyiség. Kylie Minogue énekes-, színésznő húga. Minogue először a Young Talent Time című tehetségkutató műsorban tűnt fel (1982-1988), és Emma Jackson szerepét játszotta, melyért elismerést kapott a Home and Away (1989-1990) című szappanoperában. Minogue zenei karrierjét a 90-es években kezdte, korai sikereit debütáló stúdióalbumával, a Love and Kisses cíművel, mely 1991-ben jelent meg. Az albumot a BPI aranylemezzel díjazott. Az album olyan slágereket tartalmazott, mint a Love and Kisses, a Jump to the Beat és a Success. Második stúdióalbuma a Get Into You 1993-ban jelent meg, azonban népszerűsége csökkent, ami arra késztette, hogy színházi produkciókban nyújtott díjnyertes előadásaival hírnevet szerezzen magának.
A 90-es évek végén rövid időre visszatért a zenéhez, és megjelent Girl című 3. stúdióalbuma 1997-ben, és annak vezető kislemeze, az All I Wanna Do. 4. stúdióalbuma a Neon Nights 2003-ban karrierje legsikeresebb albuma lett, és a BPI aranylemezzé nyilvánította. Az album olyan slágereket tartalmaz, mint a Who Do You Love Now?, az I Begin to Wonder és a Put the Needle on It címűek. 2007-ben kiadta 5. stúdióalbumát a Club Disco-t. Az Egyesült Királyságban Minogue kilenc Top 10-es kislemezt, és 13 egymást követő első számú dance kislemezt ért el, és ezzel az UK Dance slágerlista legjobban teljesítő előadója lett. Ausztráliában 12 Top 30-as kislemezt, és 6 aranyminősítést ért el. 2017 januárig több mint nyolcmillió lemezt adott el világszerte.
Minogue számos televíziós tehetségkutató műsor zsűritagja volt, köztük a The X Factor (2007–2010), az Australia's Got Talent (2007–2012), a Britain & Ireland's Next Top Model (2013), a The X Factor Australia (2013–2015), a Let It Shine (2017) és a The Masked Singer Australia (2019–2021). Televíziós műsorvezetőként az It's Not Just Saturday (1996), a Dance Boss (2018), az Ultimate Beastmaster (2018), az I Kissed a Boy (2023) és az I Kissed a Girl (2024) házigazdája volt.

## Korai évei és a karrier kezdete
Dannii Minogue 1971. október 30-án született, és a Melbourne-i Surrey Hillsben nőtt fel. Először a Camberwell Általános Iskola tanulója lett, majd később a Camberwell High Scoolba járt. Szülei, édesanyja Carol Ann Jones, a walesi Maestegből származik, táncosnő, míg édesapja Ronald Charles Minogue könyvelő. Három gyermekük közül Dannii a legfiatalabb. Nővére Kylie Minogue énekesnő, míg bátyja Brendan híroperatőr Ausztráliában.
Minogue gyermekként kezdte karrierjét az ausztrál televízióban. 7 éves korától számos szappanoperában szerepelt. Köztük a Skyways és The Sullivans címűekben. 1982-ben csatlakozott a Young Talent Time című heti zenei műsorhoz. Ekkor vette fel első szólófelvételeit a műsorhoz, köztük Madonna Material Girl című slágerének feldolgozását. Ez idő alatt több teltházas koncertturnén is fellépett. 1988-ban Minogue elhagyta a Young Talent Time-ot, hogy folytassa színészi karrierjét, és 1989-ben a Home and Away című szappanoperában a lázadó tinédzser, Emma Jackson szerepében tűnt fel. Minogue csak egy évig játszotta ezt a szerepet. Népszerűnek bizonyult az ausztrál közönség körében, amikor ezüst Logie díjra jelölték, mint az ausztrál televízió legnépszerűbb színésznője. 
1988 szeptemberében Minogue kiadta saját divatkollekcióját, a Dannii-t. A divattervezés iránt akkor kezdett érdeklődni, amikor megjelent a Young Talent Time-ban. Saját maga tervezte a ruhát, amit a műsorban viselt, és a közönség pozitív reakciója késztette erre, hogy saját ruhakollekciót dobjon piacra. A Dannii márkanevet viselő ruhasorozat tíz nap alatt elfogyott Ausztráliában, majd 1989-ben három további nyári ruhakollekció követte.

## Zenei karrier

### 1990–1995: A Dannii és a Get into You című albumok
Minogue 1989 januárjában kötött egy lemezszerződést az ausztrál székhelyű Mushroom Records-szal. Első albuma a "Dannii" a következő évben jelent meg, és elérte a 24. helyet az ausztrál albumlistán. Ausztrálián kívűl az album 1991-ben jelent meg Love and Kisses címmel, és a 8. helyig jutott az Egyesült Királyságban. Az album aranylemez minősítést kapott. Minogue debütáló kislemeze a "Love and Kisses" a 4. helyezett volt az ausztrál kislemezlistán, és szintén aranylemez lett. Az Egyesült Királyságban a dal a 8. helyig jutott a brit kislemezlistán. A következő kislemezek, mint a "Success", a "Jump to the Beat" a "Baby Love" és az "I Don't Wanna Take This Pain" mind Top 40-es helyezettek voltak.
Minogue 1991 novemberében adta ki a "Love and Kisses and..." című albumot, mely debütáló albumának újrakiadása. Az album, amely táncdalok gyűjteménye, a Love and Kisses dalaiból és remixeiből állt. A brit albumlistán a 42. helyezést érte el, és közel 60.000 példányban kelt el. Az albumon lévő remixeket Steve "Silk" Hurley producer és számos dj készítette, melyek az európai klubokban sikeresek voltak. Ezeknek a remixeknek volt köszönhető, hogy új jövőképet kaptak a jövőbeli kiadásokhoz. Ugyanebben az évben Minogue a "Secrets" című játékfilmben debütált, melyben Noah Taylor is szerepelt. A film öt ausztrál tinédzser körül forog, akik egy szálloda pincéjében ragadnak, és megpróbálják megnézni a The Beatlest. A filmet sem a kritikusok, sem a közönség nem fogadta jól. Minogue teljesítmény nem volt túl meggyőző ebben a filmben. 1991-ben Minogue fellépett a Royal Variety Showban, II. Erzsébet brit királynő előtt, ahol a "Success" című dalt adta elő. 
Minogue 1993 októberében adta ki második stúdióalbumát a "Get into You" címűt, melyről a "Show You the Way to Go", "This Is It" és "This Is the Way" című dalok kerültek kislemezre. Az album pörgős táncdal album volt, azonban nem sikerült bekerülnie a legjobb ötven közé. 1994. közepén Minogue visszatért a televízióhoz, mint műsorvezető, és társ-házigazdája volt a brit Channel 4 televízióban futó Big Breakfast című reggeli műsornak. 1995-ben Minogue kiadta a "Rescue Me" és a "Boogie Woogie" című kislemezeket, amelyek az Eurogroove nevű csapattal közösen készített. A dalokat csak Japánban adták ki, és mindkét dal első helyezést érte el a japán kislemezlistán. Minogue 1995-ben kezdte felvenni harmadik albumát, azonban Minogue és lemezkiadója, a Mushroom Records egy szerződéses félreértés miatt elváltak. A harmadik albumra tervezett dalokat hosszú évekig nem lehetett hallani, így végül csak 2009-ben jelent meg a Cargo kiadónál a "The 1995 Sessions" című válogatásalbumon.

### 1996–2004: A Girl és a Neon Nights című albumok
1996-ban Minogue folytatta műsorvezetői feladatait, bemutatva az Eggs on Legs Road Show szegmensét. Ugyanebben az évben egy rövid ideig házigazdája volt a Disney Time című gyerekműsornak, és Gareth Jonesszal közösen vezette a tizenhat éves, szombat reggeli It's Not Just Saturday című szórakoztató műsort. 1997-ben a Top of the Pops című brit zenei toplistás televíziós műsor házigazdája volt, még mielőtt visszatért zenei karrierjéhez. 1997 áprilisában Minogue Rizzo szerepében debütált a színpadon a Grease: The Arena Spectacular című musicalben. Ausztráliában az előadásra több mint 450.000 jegyet adtak el az első évad során. A következő évben Minogue újra felvette Rizzo szerepét Új-Zélandon. Az 1998-as Mo Awards díjkiosztón Minogue-t a legjobb női musicalszínész kategóriában jelölték szerepéért.
Miután Steve "Silk" Hurley számos remixet készített dalaiból, Minogue érdeklődni kezdett a klubzene iránt. Megjegyezte, hogy a remixek nagyon nagy hatással voltak rá, és innen indult a tánczene és a klubzene iránti szeretete. Minogue tánczene és klub élet iránti vonzódása hatással volt harmadik albumára a Girl című albumára is, amely 1997 szeptemberében jelent meg. Olyan zenészekkel dolgozott együtt, mint Brian Higgins a Xenomania csapattól. Az album kifinomultabb, és felnőttesebb stílusú tánczenét mutatott be, de általánosságban pozitív visszajelzések voltak az albumról. Azonban ennek ellenére sem sikerült bekerülnie a brit Top 50 közé. A vezető kislemez az "All I Wanna Do", amelyet a Daily Mirror "basszus döngető, hátborzongató visszatérésként" jellemez, a 4. helyet érte el a brit kislemezlistán. Hazájában, Ausztráliában a kislemez a 14. helyen végzett, és arany minősítést kapott. Az album második kimásolt kislemeze az "Everything I Wanted" bekerült a Top 20 közé az Egyesült Királyságban. A harmadik kislemez a "Disremembrance" kis híján lemaradt a Top 20-as helyezésről az Egyesült Királyságban, és a 21. helyen végzett. Mindhárom dal a "Girl" című albumról jelent meg, és elérte az 1. helyet a brit dance listán.
1998 júniusában Minogue elindította a The Unleashed Tour című 22 napos brit turnét. A Mushroom Records 1998 decemberében a kiadó 25. évfordulója alkalmából két válogatásalbumot jelentetett meg. Az Ausztráliában megjelent The Singles Minogue című az énekesnő összes kislemezét tartalmazza, míg a The Remixes című népszerű remixeket tartalmaz. Ezeket a kiadásokat a Coconut című dallal népszerűsítették, mely korábban csak rejtett dalként volt elérhető a "Girl" című album CD változatain. 1999 januárjában az 1998-as Sydney Meleg és Leszbikus Mardi Gras-on való fellépését követően Minogue kiadta a fesztivál első hivatalos főcímdalát, az Everlasting Nightot. Majd megjelent az 1999-es Gay and Lesbian Mardi Gras című válogatás CD is. A fesztiváldalhoz készült klip Minogue társrendezésében készült, mely tisztelgés volt Ausztrália meleg és leszbikus közönsége előtt.
2001 novemberében Minogue kiadta a Who Do You Love Now? című kislemezt, melyet közösen készített a Riva nevű csapattal. A Sound Generator a dalt "szép, nyugodt, álmodozó énekkel telinek írta le, mely a táncparkett himnusza lehet". A dal a 3. helyet érte el az Egyesült Királyság kislemezlistáján, a tánclistán viszont az 1. helyre került. Ausztráliában a dal a 15. helyet érte el, míg az Egyesült Államokban a dal a táncklubokban tarolt, és a 12. helyet érte el a Billboard Dance Club slágerlistáján. 2001-ben Minogue aláírt egy hat albumra szóló szerződést a London Records-szal, a Warner Music International leányvállalatával.
2003 márciusában Minogue kiadta 4. Neon Nights című albumát, amelyet a BBC "pop kifinumultságnak, és a klubkultúra kellemes koktéljának" nevezett el. Az album a 80-as évek stílusú dance-pop dalokból állt, és Minogue-t karrierjének legerősebb kritikái érték. A "Neon Nights" a 8. helyen végzett az Egyesült Királyság albumlistáján. Debütálása óta ez volt a legmagasabb helyezés. Az albumról 4 kislemez jelent meg, melyek Top 10-es slágerek lettek. A "Who Do You Love Now?" nem jelent meg első kislemezként, az albumra azonban felkerült. A hivatalos vezető kislemez a "Put the Needle on It" volt, amely egy 80-as évek ihlette dance-pop dal, mely Top 10-es helyezést szerzett az Egyesült Királyságban, és így a 7. helyezést érte el. Több országban is Top 20-as sláger volt, köztük Ausztráliában, ahol a 11. helyezést érte el, és arany minősítést kapott. A második kislemez az "I Begin to Wonder" volt, melyet az ír Radio Telefis Éireann az album egyik legjobb dalának nyilvánította, és ez lett a legjobb kislemeze az Egyesült Királyságban, ahol a 2. helyen végzett. Ausztráliában a kislemez újabb Top 20-as slágert hozott Minogue-nak, ezzel a 14. lett, és szintén arany minősítést kapott. A harmadik kislemez, a "Don't Wanna Lose This Feeling" az 5. helyezést érte el a brit kislemezlistán, míg Ausztráliában lemaradt a legjobb húsz közül, és a 22. helyen végzett. Az Észak-Amerikai dance rádió játszását követően a Warner Music Group kiadta az albumot az Egyesült Államokban 2003 végén. Az "I Begin to Wonder" és a "Don't Wanna Lose This Feeling" című kislemezek szintén jelentős sikereket értek el az Egyesült Államok dance listáján.

### 1996–2004: The Hits & Beyond című albumok
2004 júniusában az Afterlife kiadta a Speck of Gold című albumot, amelyen Minogue szerepelt a "Take Me Inside" című dalban. Az album 2008-ban jelent meg Ausztráliában, és a dal két különböző verzióját tartalmazza. 2004 októberében Minogue kiadta a You Won't Forget About Me című dalt , amelyet a Flower Power-rel közösen készített. Az MSN Entertainment "igazi termesztőként" jellemezte, a sokféle zenei stílus végett. A snip snapping house elemeket és a 80-as évek szintijeit tartalmazó dal a 7. helyre került az Egyesült Királyság kislemezlistáján, míg Ausztráliában Top 20-as helyezett volt. 2005 októberében a Soul Seekerz-zel közösen született a "Perfection" című dal, mely a brit és ausztrál kislemezlistákon is a legjobb húsz között teljesített.
Minogue 2006 júniusában megjelentette a The Hits & Beyond című válogatásalbumot, a legnagyobb slágerekkel. Az album új dalokat is tartalmazott a négy stúdióalbum kislemezei mellett. Az album a 17. helyen debütált a brit albumlistán. Az albumról bemutattak egy kislemezt, a So Under Pressure címűt, amelyet Kylie nővére, és egy meg nem nevezeett barátja rákos diagnózisa ihlették. December 11-én Minogue a Kids című dalát adta elő nővérével, Kylie-val, a Showgirl: The Homecoming Tour turné során Melbourneben, valamint a Celebration című dalt december 31-én a Wembley Stadionban. A dal bekerült a legjobb húsz közé Ausztráliában, és az Egyesült Királyságban, és ez lett a 10. egymást követő dala, amely az első helyet érte el az UK Upfront Club listán. Minogue a "So Under Pressure" című felvételt "igazi teljesítménynek" minősítette, mivel elég bátor volt ahhoz, hogy minden érzését szavakba öntse. 2006 szeptemberében Minogue feldolgozta az "I'll Be Home for Christmas" című dalt, mely a "Spirit of Christmas" ímű albumon kapott helyett, mely egy ünnepi dalokat feldolgozó válogatásalbum, melyet a Myer nevű ausztrál áruházláncot keresztül terjesztettek Ausztráliában.
2006 novemberében Minogue előadta a Sister Sledge 1979-es "He's the Greatest Dancer" című dalát a BBC One Children in Need című műsorban. A dal stúdióverziója, amelyet a Fugitive mixelt, megjelent a Clubland 10 című válogatáslemezen 2006 novemberében. A következő hónapokban a dalt elkezdték játszani a brit klubok, és elérte az 1. helyet az Upfront Club listán. Az Ausztrál kislemezlistán is a legjobb 40 között volt.

### 2007–2010: Az Unleashed és a Club Disco

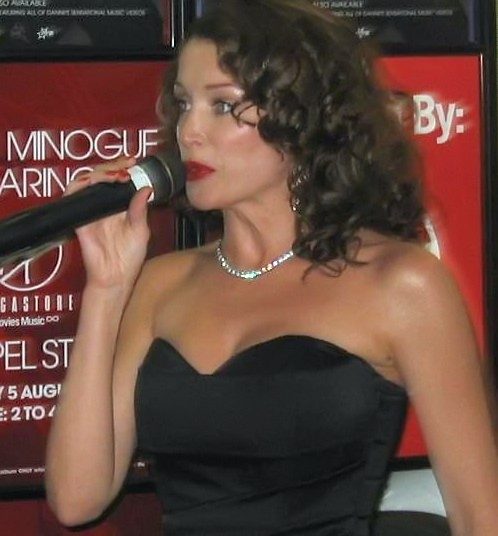
Minogue előadás közben 2008-ban.

Októbertől kezdve összesen öt kiadás jelent meg Minogue 2003-as Girl and Neon Nights című albumából. Először 1997. október 29-én, majd 2003-ban jelentek meg az albumok, melyek mindegayike két lemezt tartalmaz. A második lemezen remixek hallhatóak. November 5-én megjelent az Unleashed című lemez, amely a London Recordsnál eltöltött időkből származó felvételeket tartalmaz, valamint korábban nem hallott anyagok is találhatóak a lemezen. Valamint megjelent a "The Video Collection" című gyűjtemény, amely videoklippeket, és bónuszfelvételeket is tartalmaz. Minogue 5. stúdióalbuma a Club Disco ugyanezen a napon és 2008 májusában jelent meg Ausztráliában, amelyen több korábban kiadott kislemez is szerepel, mint például a You Won't Forget About Me, a Perfection és a korábban eddig nem megjelent "So Under Pressure" is. Az "I Can't Sleep at Night", a "Xanadu" és a "He's the Greatest Dancer" című diszkó klasszikusok feldolgozásai is helyet kaptak a lemezen. Végül december 3-án megjelent a Touch Me Like That című dal, amely a brit dance lista 1. helyére került.
2008 elején Minogue részt vett az Ausztrál Divathéten, melynek főszereplője volt. Konkrétan a MAC Cosmetics által szervezett nyitópartin lépett fel. Ausztráliában dupla albumként is megjelent a "Club Disco" című album, némi változtatással a számlistában. 2009 elején megjelent az interneten egy digitális válogatásalbum a "The Early Years" címmel, amely Minogue első két stúdióalbumának dalait tartalmazza.
2009. december 7-én Mingoue kiadta a The 1995 Sessions című albumot, amely tele van korábban kiadatlan felvételekkel, ami az akkori 3. stúdióalbuma lett volna, azonban az akkori kiadójával fennálló nézeteltérések miatt soha nem valósult meg. Ugyanezen a napon Minogue újra kiadta első két albumának remaszterelt kiadását az MCA Recordsnál. Debütáló "Love and Kisses" és az azt követő "Get Into You" című albumokat. Minogue albumai összesen 200 hetet tartózkodtak az Egyesült Királyság eladási listáján, és több mint 7 millió lemez talált gazdára világszerte. 2010. június 23-án az ITV bejelentette Dannii Minogue: Style Queen című háromrészes dokumentumfilmjét, amelyet Steve Vizard készített. Ausztráliában a Foxtel sugározta.

### 2011–2014: This Is It: The Very Best Of

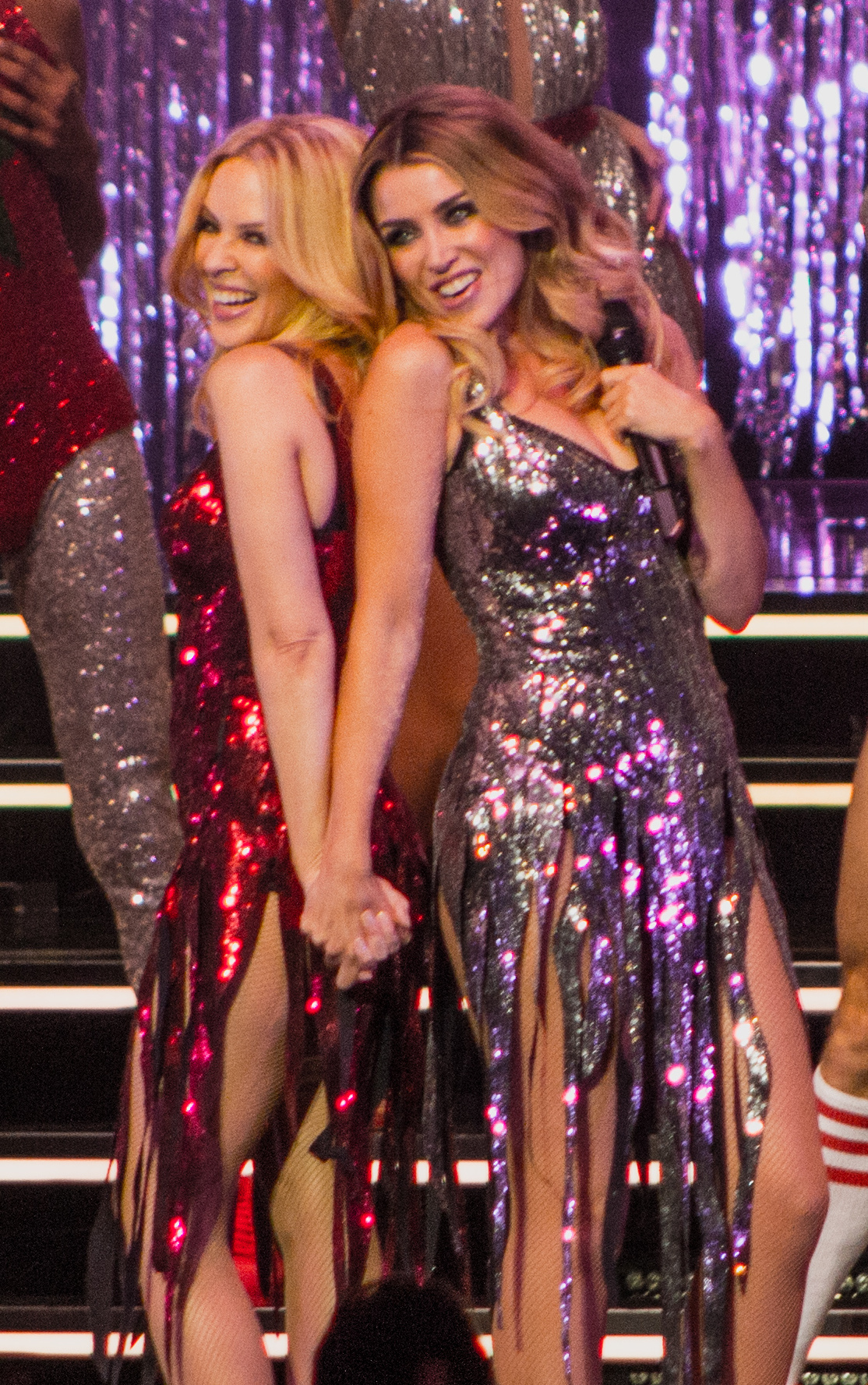
Minogue a Royal Albert Hallban lépett fel húgával, Kylie-vel az A Kylie Christmas Showműsorban 2015-ben

2012 januárjában Minogue feltűnt az ITV The Talent Show Story című dokumentumfilmjében, ahol az angol X Faktorban és más tehetségkutató műsorokban végzett munkájáról beszélt. A többi megkérdezett tehetségkutató zsűri között szerepelt Gary Barlow, Louis Walsh, Kelly Rowland Tulisa, Amanda Holden, Piers Morgan, Carrie Grant és Simon Cowell, valamint az X Faktor műsorvezetője Dermot O'Leary is, és a Britain's Got Talent Műsorvezetője. 2012 februárjában Minogue hivatalosan megnyitotta a Madame Tussauds panoptikumot Sydney-ben, és bemutatta saját viaszképét.
2013 szeptemberében Minogue Ronan Keatinggel közösen felvette a karácsonyi klasszikus "Santa Claus Is Coming to Town" című duettjét, melyet a Myer áruházláncon keresztül értékesített "The Spirit of Christmas" című válogatásalbumon keresztül lehetett megvásárolni. 2014 végén Minogue felvette a "That's How You Know" című feldolgozást az ausztrál We Love Disney című albumhoz.

### 2015-jelenleg: Zenei visszatérés
2015 februárjában Minogue bejelentette, hogy hosszú kihagyás után a Sydney-i Meleg és Leszbikus Mardi Gras rendezvényen készül visszatérni a zenei életbe. Minogue azt is elárulta, hogy új zenén dolgozik. A bejelentést követően Minogue, Reece Robertson brit rapperrel közösen a Sydney Mardi Gras profilok titokzatos online kampányt indítottak a közösségi médiában, a #pressplay hastaggel. Február végén a Sydney Mardi Gras megosztott egy YouTube linket a #prressplay nevű videóhoz, amely a "Summer of Love" című dal hosszabb változatát tartalmazta. Március 2-án a "Summer of Love" extended változata elérhetővé vált az iTunes-on keresztül.
2017 augusztusában Minogue megerősítette, hogy több mint 20 év után fellép a Take That együttessel, az első ausztrál turnéjukon, amelyre novemberben kerül sor. Azt is bejelentette továbbá, hogy augusztus 11-én megjelenik egy kislemez "Holding On" címmel, és a turné környékén több dal is meg fog jelenni. 2017. november 2-án Minogue megerősítette, hogy november 10-én, egy nappal a turné előtt kiad egy dalt "Galaxy" címmel. 
2017 augusztusában Minogue megerősítette, hogy a Take That támogatója lesz több mint húsz év után első ausztrál turnéjukon, amelyre még aznap novemberben kerül sor. Azt is bejelentette, hogy augusztus 11-én megjelenik egy kislemez "Holding On" címmel, és a turné környékén több új zene is megjelenik. 2017. november 2-án Minogue megerősítette, hogy november 10-én, egy nappal a turné kezdete előtt kiad egy dalt "Galaxy" címmel.
2023-ban bejelentették, hogy Minogue új dalt fog kiadné néhány héttel azután, hogy nővére Kylie Minogue kiadja a Tension című stúdióalbum vezető kislemezét, a Padam Padam címűt. Minogue "We Could Be the One" című dala 2023. június 2-án jelent meg, és az általa vezetett I Kissed a Boy című brit meleg csípős show nyitódalaként is szerepelt. A dal 2023. június 9-én az 5. helyezett volt a brit kislemezletöltési listán. 2023. június 16-án Minogue kiadta a "Neon Nights" albumának jubileumi kiadását. A Neon Nights 20 címet viselő albumot elérhetővé tették az összes digitális platformon, valamint CD-n és bakelit lemezen. Minogue 2023. áprilisában megerősítette a deluxe, kibővített évfordulós kiadást. 2024. február 2-án megjelent a "Thinking 'Bout Us" című dal, mely 24. helyezett volt a brit kislemezlistán.

## Televíziós karrier

### Angol televízió
2007-ben Minogue a The X Factor UK negyedik szériájának zsűritagja lett Simon Cowell, Louis Wals és Sharon Osbourne mellett. A "Fiúk" kategóriájában Leon Jackson, Rhydian Roberts, és Andy Williams szerepelt, hogy képviseljék őt a verseny élő fordulóiban. Végül két kiválasztotta, Roberts és Jackson lettek az utolsó kettő akik versenyben maradtak. Végül Jackson lett a győztes, miután a közönségszavazás élén állt. Minogue volt az első női zsűritag, aki megnyerte a showt. 2008 szeptember 20-án Minogue a Nickelodeon UK Kids Choise díjkiosztóján szerepelt. Ugyanebben az évben Minogue visszatért az X Factor 5. évadába Cowell, Walsh, és Cheryl Cole mellé, akik mentorként szerepeltek a műsorban. Daniel Evans, Rachel Hylton és Ruth Lorenzo szerepelt Minogue kivalsztottjaként az élő showban. Ebben a Spice Girls tagja, Emma Bunton segítette őt. A negyeddöntőben Miongue elvesztette mentoráltját, mivel Lorenzo kiesett a versenyből, aki az 5. helyen végzett. Így az elődöntőben versenyző nélkül maradt.
Az ötödik évad során a szórakoztatóiparban többen, köztük Ronan Keating, Noel Gallagher, és Graham Norton  is megkérdőjelezték Minogue zsűrizói és mentori képességeit. 2008. november 22-én a műsor élő adása közben Minogue sírva fakadt, és nem tudta bemutatni egyik szereplőjét, Rachel Hyltont, miután Louis Walsh-szal egy dalválasztás miatt veszekedett a műsorban. A viták ellenére népszerűnek bizonyult a nyilvános szavazásokon, és a közvélemény kutatásokon. Minogue később kijelentette, hogy nem élvezte az ötödik évadot, és az ebben szerzett tapasztalatait, melyet soha nem akar újra átélni. Minogue 2009-ben visszatért a 6. évadhoz, és a "Lányok" kategóriában Rachel Adedejit, Lucie Jonest és Stacey Solomont mentorálta. Ebben nővére, Kylie Minogue segítette őt. Annak ellenére, hogy Adedejit a 4. héten, Jonest pedig a következő héten veszítette el, Solomon bejutott a döntőbe és végül a harmadik helyen végzett. 2010-ben Minogue terhes lett, és kijelentette, hogy babája júliusi érkezése miatt nem tud részt venni a meghallgatásokon, illetve a 7. évadban sem. Minogue returned during the judges' houses stage. Végül visszatért a műsorba, és a fiúk kategóriában Nicolo Festát, Matt Cardle-t és Aiden Grimshaw-t választotta ki, Paije Richardson pedig helyettesítő versenyző volt jelen. Minogue-t ausztrál kollégája és barátja Natalie Imbruglia segítette, aki vendégbíró volt ebben az évben a birminghami meghallgatásokon Minogue helyett. Cardle volt az egyetlen versenyzője, aki bejutott a döntőbe, és végül nyert. Minogue pedig másodszor lett győztes mentor.
2011. május 14-én bejelentették, hogy Minogue nem tér vissza a The X Factor UK 8. szériájában. Döntéséről Minogue elmondta: "A visszatérésemről folytatott megbeszélések során világossá vált, hogy idén sajnos az X Factor meghallgatási időpontjai egybeesnek az Australia's Got Talent élő műsoraival júniusban és júliusban. Emiatt nem tudok visszatérni". Őt Kelly Rowland váltotta. 2012 januárjában Minogue feltűnt az ITV The Talent Show Story című dokumentumfilmben, ahol az X-Factorban töltött idejéről, és a tehetségkutatókban végzett munkáiról beszélt. A dokumetumfilmben az X Faktor további bírái is szerepeltek. Gary Barlow, Walsh, Tulisa, Rowland és Simon Cowell, valamint a műsorvezető Dermot O'Leary. 2013 júniusában Minogue csatlakozott Elle Macphersonhoz és Tyson Beckfordhoz a Sky Living Britain & Ireland's Next Top Model 9. sorozatában zsűrijéhez. Whitney Port és Julien McDonald helyébe lépett.
2016 szeptemberében kiderült, hogy Minogue visszatér a brit televízióba Gary Barlow mellé a Let It Shine című tehetségkutató műsorba Martin Kemp mellé. 2022 májusában bejelentették, hogy Minogue egy vadonatúj meleg randevús műsort vezet majd az Egyesült Királyságban a BBC Three televíziós csatornán "I Kissed a Boy" címmel. A versenyzők kistája és a műsor előzetese 2023 áprilisában jelent meg. A műsort hivatalosan 2023. május 13-án szombaton sugározták a BBC Three-n. 2024-ben Minogue elkezdte a műsor egy leszbikusoknak szóló spinoffjának házigazda szerepét. 2024. májusában bejelentették, hogy az "I Kissed a Boy" 2. évada visszatér a képernyőre, és Minogue lesz a műsorvezető.

### Ausztrál televízió

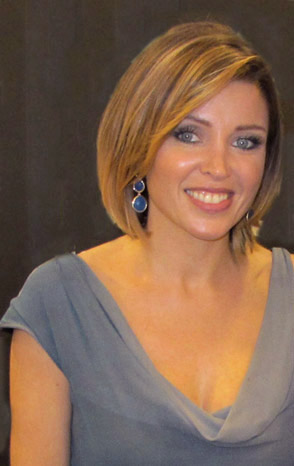
Minogue 2010-ben.

2007-ben Minogue-t Simon Cowell bízta meg, hogy Red Symons és Tom Burlinson mellett az ausztrál 7. csatorna Australia's Got Talent tehetségkutató show bírája legyen. Ezek után ajánlották fel Minogue-nak a The X Factor UK szerepét, miután Cowell úgy gondolta, hogy jónak bizonyult az Ausztrál Got Talent zsűrijében. 2008-ban és 2009-ben visszatért a testülethez a második és harmadik évadban. Az Australia's Got Talent 2010-ben  a 4. évaddal vissaztért, és Minogue volt az egyetlen eredeti mentor, aki a műsorban maradt, miközben a producerek átalakították a műsort. Brian McFadden és Kyle Sandilands átvették Red Symons és Tom Burlinson helyét. Minogue 2011-ben az 5., 2012-ben a 6. évadra is visszatért. 2012-ben bejelentették, hogy Minogue nem tér vissza a 7. évadra, így helyét Geri Halliwell vette át a Nine Network-on.
2013-ban Minogue csatlakozott a The X Factor Australia 5. évadának bírái közé. Mel B helyetteseként. Minogue korábbi zsűritagjai mellé érkezett, Ronan Keating, és Natalie Bassingthwaighte mellé, valamint Redfoo-hoz, aki Guy Sebastian helyére lépett. Minogue a 24 év felettieket mentorálta, melyben egyik színésze, Dami Im lett a győztes. Minogue 2014-ben a 6. évadban szintén zsűritag volt. Mentorálta a "Csoportok" kategóriát, ahol egyik versenyzője a Brothers3 harmadik helyezést ért el a versenyben. Minogue 2015-ben tért vissza a 7. évadra, utoljára bíróként, ahol a "Lányok" kategóriát mentorálta, és a show 7 hetére minden fellépését elveszítette. Helyére Iggy Azalea érkezett.
2019-ben bejelentették, hogy Jackie O, Dave Hughes és Lindsay Loan mellett a The Masked Singer ausztrál verziójának tagja lesz. Minogue visszatért a második évadra Jackie O és Hughes, valamint az új mentor Urzila Carlson mellé, aki Lohan helyére érkezett. 2021-re aztán minden mentor visszatért a harmadik szezonra. 2022 júniusában azonban bejelentették, hogy Minogue, Jackie O, és Carlson a negyedik szezonban már nem tér vissza a mentorszékbe. Később bejelentették, hogy Minogue azért hagyta el a műsort, mert egy új show forgatásával volt elfoglalva az Egyesült Királyságban. Helyére Mel B énekesnő lépett.

## Egyéb munkái

### Színházi produkciók
1999-ben Minogue visszatért a színházhoz, és az Edinburgh Fringe fesztiválon Shakespeare Macbeth című produkciójában szerepelt. A darrab vegyes kritikákat kapott. Matt Grant kritikus azt írta, hogy "Minogue-ból hiányzik az igazi meggyőződés, miközben végigszántja a sorokat anélkül, hogy megragadná a teljes erejét". Fiachra Gibbons külön kiemelte Minogue teljesítményét, és kritikájában megjegyezte, hogy Minogue "diszkókirálynő-pokolból szállítása működik" és hasonló Lady Macbeth karakteréhez. Két évvel később Minogue Esmeraldaként szerepelt a Notre-Dame de Paris zenei produkciójában a londoni West Enden. A musical rossz kritikákat kapott a brit kritikusoktól, akik "bénának" nevezték, dalai pedig az Eurovíziós Dalversenyre emlékeztetnek. A 2002-es Maxim díjátadón szerepéért elnyert a "Legjobb színpadi előadás" díjat. 2001-ben Minogue feltűnt a The Vagina Monologues című színpadi darabban is, amelyben Kika Markham és Meera Syal is szerepelt.

### Rádiós munkák
2003 júniusában Minogue saját rádióműsorát, a Dannii Minogue Neon Nights című műsorát vezette. Az Ausztráliában és az Egyesült Királyságban sugárzott műsorban Minogue feltörekvő DJ-k dalait, valamint saját zenéit játszotta. Minogue otthagyta a London Records kiadót miután a Warner – a kiadó anyacége – elbocsátotta munkatársait. Ajánlatot tettek neki, hogy vagy elhagyja a kiadót, vagy marad, és vár egy évet a következő albuma kiadásával, amelyet részben már rögzítettek is. Minogue együttműködött Hugo Lira, Gareth Young, Ian Masterson, Ros Callum, és Pascal Gabriel producerekkel. Sok elkészült dal megjelent később az "Unleashed" című albumon. Még ugyanebben az évben aláírt egy új szerződést az All Around the World kiadóval, amely egy független tánczenekiadó.

### Divat
A 80-as évek végén Minogue-nak volt egy ruhakollekciója, amelyet ő tervezett, és amelyet a Target nevű cég Ausztráliában értékesített. 2007-ben miután Minogue csatlakozott az Australia's Got Talenthez, Minogue stílusikon lett Ausztráliában, Írországban, és az Egyesült Királyságban. Számos divattervezőtől kapott kritikai elismerést, mint például Victoria Beckham és J'Aton Couture, Antonio Berardi, kiknek ruháit viselte. Továbbá olyan márkák ruháiban volt címlapon, mint a Dolce & Gabbana, Marchesa, Philip Armstrong, Carla Zampatti, Gucci, és Aurelio Costarella. Szerepelt divatmagazinokban, úgy mint a Cosmopolitan, az InStyle és a Vogue. A brit sajtó különösen felfigyelt divatérzékére és a különböző frizuráira, mióta Cheryl Cole 2008-ban csatlakozott az X Factorhoz, és gyakran összehasonlította mindkettőt. Az X-Faktor bulvárlapjaitól kapott dícséret arra késztette, hogy Tabitha Somerset-Webbel saját divatmárkét alapítson Project D névan, valamint egy illatot. A Project D első sorozatát kizárólag a Selfridges értékesítette az Egyesült Királyságban, a tavaszi/nyári sorozatot Minogue mutatta be az X-Faktor 7. évadának első vasárnap esti élő műsorában, a Jingle Bell stílusú ruháját viselve. 2012 augusztusában a kiadót átnevezték, és Project D London néven indították újra. 2013 májusában Minogue bejelentette, hogy többé nem lesz kapcsolatban a Project D-vel, és ezzel véget ért a Somerset-Webb-el folytatott hároméves együttműködés.
2011 július végén bejelentették, hogy Minogue a 2011-es melbourne-i tavaszi divathét nagykövete lesz, amely szerepkörben Minogue számos fellépésen vesz részt szeptemberben. 2014-ben Minogue folytatta terjeszkedését a divatvilág felé, és elindította saját e-kereskedelmi üzletekkel kapcsolatos divatsagáját. Ezenkívül Minogue bejelentette, hogy elindítja saját ruházati vonalát, amelyet a Target Australian-on keresztül értékesít. Minogue a mai napig hat Dannii For Target Petites Collection sorozatot jelentetett meg, valamint egy sor cipőt, és kiegészítőt.

### Elismerések
Minogue 2008 óta az Etihad Airways globális nagykövete. Megerősítették, hogy Minogue lesz a Marks and Spencer egyik új arca. Első reklámját Dél-Afrikában forgatta, amelyben Cheryl Lynn "Got to be Real" című dalát mutatta be a tavaszi kampányukhoz, amelyet 2010. március 24-én sugározták. Twiggy, Lisa Snowdon, VV Brown és Ana Beatriz Barros mellett játszott. Minogue a terhessége miatt nem szerepelt az őszi reklámban, Peter Kay karácsonyi reklámjában, amely a Bee Gees "You Should be Dancing" című dalát mutatta be. Minogue 2011 januárjában a floriai Miamiba utazott, hogy leforgassa az M&S reklámfilmjét a 2011-es tavaszi kollekcióhoz. Minogue a világhírű ModelCo kozmetikai márka egykori arca, aki a cég reklámkampányaiban szerepelt. 2015. április 5-én Minogue-t a Westfield Australia 2015. évi stílusnagykövetévé választották. 2017 januárjában Minogue-t a L'Oréal Australia nagykövetévé választották.

### Könyvei
2010-ben Minogue megjelentette önéletrajzát My Story címmel, majd egy évre rá kiadott egy divatkönyvet My Style címmel.

## Magánélete

### Kapcsolatai

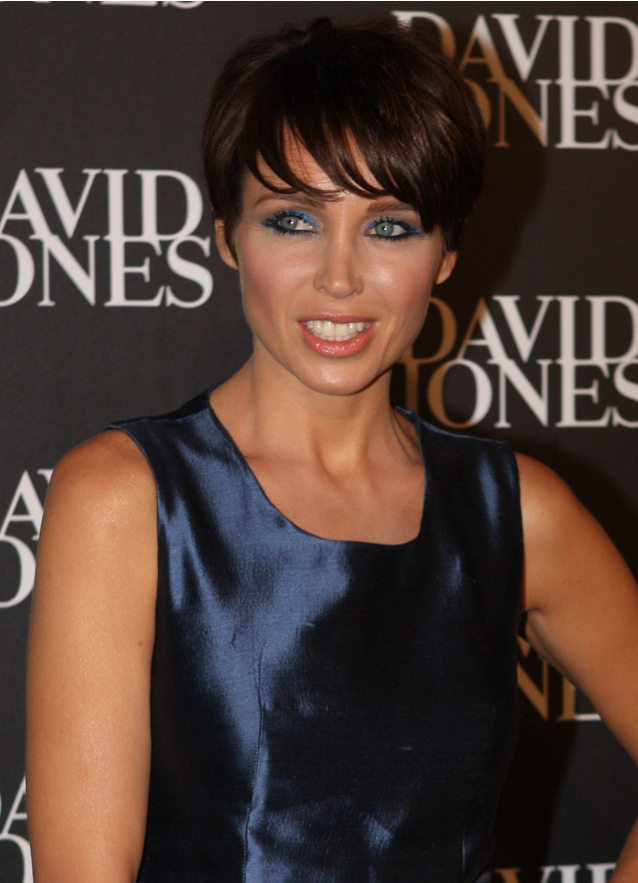
Minogue 2012-ben.

1994 januárjában Minogue-t feleségül vette Julian McMahon színész, akivel 1990-ben ismerkedett meg, miközben a Home and Away című televíziós sorozaton dolgozott. McMahon Ausztrália volt miniszterelnökének, Sir William McMahonnak és Lady McMahonnak a fia. Minogue és McMahon kevesebb, mint két évig voltak házasok, és 1995-ben elváltak. Minogue kijelenteette, hogy McMahon anyja megfenyegette őt, hogy nem kíván az esküvőjükön részt venni. 1995 októberében Minogue meztelenül pózolt a Playboy ausztrál kiadásában. A Playboy fotózást így kommentálta: "Épp most bomlott fel a házasságom, míg legtöbb nő fodrászoz jár, én fotóztattam magam a Playboyban. Én választottam ki a fotóst, a helyszínt. És az, hogy én mit akarok csinálna, vagy mit akarok viselni az én dolgom. A képekkel kapcsolatban pedig számomra felszabadító, és erőt adó élménynek találtam". Később viszont azt nyilatkozta, hogy mindezt a pénzért csinálta, mert teljesen össze volt törve, és megviselte a válás. 1999 októberében Minogue-t eljegyezte az 1997-es Forma 1-es világbajnok Jacques Villeneuve, de kapcsolatuk 2001-ben véget ért.
2002 elején kezdett el randevúzni a korábbi Bros együttes basszusgitárosával, Craig Logannal, akivel a Neon Nights anyagának felvétele közben ismerkedett meg. A 2002. márciusi médiajelentések azt állították, hogy Minogue és Logan eljegyezték egymást, de 2002 decemberében véget vetettek a kapcsolatuknak.
2008 augusztusában Minogue randevúzni kezdett Kris Smith angol modellel, és egykori rögbi játékossal. Ibizán találkoztak, ahol Smith a 30. születésnapját ünnepelte. 2010. január 9-én bejelentették, hogy Minogue terhes. A hír azután derült ki, hogy megkapta a 12 hetes ultrahangról szóló igazolást. Minogue császármetszéssel szülte meg 4 kg-os kisfiát  a Royal Women's Kórházban Melbourne-ben 2010. július 5-én.  Korábban otthon szülést tervezett. 2012 áprilisában Minogue a Twitteren bejelentette, hogy ő és Smith elválnak.
2024 májusában miután Minogue kijelentette, hogy "furcsa módon a saját nememhez való vonzódást ismertem fel magamban" , széles körben beszámoltak róla, azonban Minogue egy Instagram bejegyzésben tisztázta hogy ő hetero.

### Viták
2002-ben a Brit Nemzeti Párt egy szélsőjobboldali és bevándorlásellenes politikai párt hamisan azt állította, hogy Minogue támogatta az ügyüket, miután a brit GQ-nak adott interjúban megjegyzéseket tett. Az interjúban Minogue-t idézték, aki azt mondta, "hogy a "francia Nemzeti Front vezetője, Jean-Marie Le Pen összecsapott az emberekkel". Minogue azt válaszolta, hogy tévesen idézték, és elszomorodott, hogy kapcsolatba hozták a párttal. Hozzátéve, hogy "Ausztrália az emberek legmultikulturálisabb olvasztótégelye. Merre Minogue teljesen büszke. Minogue a British Nationalnak adott válaszában elmondta, hogy a Gay Times magazin azt állította, hogy rasszista, azonban Minogue cáfolta ezt. "Nem így élem az életem. Van egy zsidó menedzserem, és melegbárokban lépek fel. Multikulturális hátterem van, és erre én nagyon büszke vagyok" – mondta Minogue.
Minogue sok kritikát kapott az X-Faktor 6. szériájában. Az első vita az október 10-i élő show után kezdődött, miután Minogue kommentálta azokat a sajtóértesüléseket, miszerint Danyl Johnson biszexuális. Az "And I am Telling You I'm Not Goint" című dal előadása után a dalban megszólított személy nemét férfiról nőre változtatta, majd Minogue megjegyezte Johnsonnak az adásban, hogy nem kell, hogy megváltoztassa a nemét, ha hinni lehet a sajtónak. Minogue megjegyzései online visszhangot váltottak ki. Majd Minogue közleményt adott ki a témában:

"Szeretném tisztázni, hogy pontosan mi is történt a tegnap esti X-Faktor showműsorában, és őszinte bocsánatkérésemet fejezném ki mindenkinek, akit megbántottam ezzel. Megjegyeztem, hogy Danyl megváltoztatta a dal szövegét, mely egy humoros pillanat volt arról, hogy lehetősége van szórakozni a saját dalával. Nyíltan biszexuális, aki olyan dalt énekel a szövege szerint, amely kifejezetten "lánydal". Danyl és én pont ugyanezen viccelődtünk a pénteki próbákon, amely továbbment a műsorba. Szeretnék elnézést kérni mindenkitől, akit megbántottam a megjegyzéseimmel, nem állt soha szándékomban megbántani bárkit is. Közvetlenül a tegnap esti műsor után beszéltem Danyl-lel, aki nem sértődött meg, vagy idegeskedett a megjegyzéseimen, mivel pontosan tudta, hogy mit mondok".

Minogue az október 11-i élő műsorban is elnézést kért, mondván Johnsont nem idegesítették a megjegyzései, azonban az Ofcom nevű brit kommunikációs és műsorszórási hivatal 4000 panaszt kapott a nézőktől a megjegyzés miatt. Ennek eredményeként az Ofcom vizsgálatot indította, hogy tisztázza Minogue és az X-Faktor körüli vitákat, azonban büntetést nem szabtak ki rá.

## Egyéb tevékenységek és médiaábrázolások
Pályafutása során Minogue-t gyakran hasonlították nővéréhez, Kylie-hoz, akinek a karrierje sikeresebb volt. Minogue az összehasonlításra azt mondta: "Nehéz állandóan abban élni, hogy Kylie-hoz hasonlítanak. Az emberek mindig megpróbálnak összehasonlítani valakivel. Mint például Britney és Aguilera. 2009 áprilisában Kylie az Elle-nek adott interjúban kritizálta az X-Faktor bíráját, Louis Walsh-t, a húgával szembeni kifogások miatt. "Annyira büszke vagyok a húgomra, és pokolian idegesít, ha összehasonlítanak bennünket" – nyilatkozta Kylie. Hozzátette továbbá: "Nem tudod Dannii honnan jön, és már 7 éves kora óta szerepel a televízióban minden héten. Nehéz megbírkózni Louis Walsh szánalmas megjegyzéseivel, amikor azt mondja, hogy nem volt slágerlistás első helyezése, ami nem is igaz". Cáfolta azokat a pletykákat is, amelyek szerint nem jött ki jól Cheryl Cole-lal, valamint, hogy Sharon Osbourne-t "olcsó bíró"-nak nevezte.
A húgához hasonlóan Minogue-nak is jelentős meleg követői vannak, és többször is fellépett már a sydney meleg és leszbikus Mardi Gras Fesztiválon, valamint a londoni G-A-Y éjszakai klubban. Sikereinek nagy részét meleg követőinek köszönheti, megjegyezve, hogy a meleg kultúra mindig is része volt zenéjének. Minogue nyiltan támogatja a melegek jogait a társadalmi egyenlőség érdekében, és úgy véli, hogy az azonos neműek házasságát minden kormánynak el kell fogadnia.
Minogue a Terrence Higgins Trust nagykövete, amely egy olyan szervezet, amely az AIDS-szel kapcsolatos tudatosság növelésén dolgozik. Abban a reményben csatlakozott a jótékonysági szervezethez, hogy támogassa, és ösztönözze az embereket, hogy nyíltabban beszéljenek a biztonságos szexről, és a betegségről. 2004-ben egy piros szalagba csavarva meztelenül pózolt, hogy népszerűsítse az AIDS világnapját Ausztráliában és az Egyesült Királyságban. Régóta támogatja a mellrákkutatást és 2008 augusztusában az Olivia Newton-John Rák és Wellness Center nagykövete lett.

## Diszkográfia
- Dannii / Love and Kisses (1991)
- Get into You (1993)
- Girl (1997)
- Neon Nights (2003)
- Club Disco (2007)

## Filmográfia

### Televízió
| Év               | Cím                                                | Szerep                       | Megjegyzés                                                        |
| ---------------- | -------------------------------------------------- | ---------------------------- | ----------------------------------------------------------------- |
| 1979             | Skyways                                            | Amy                          |                                                                   |
| 1979             | The Sullivans                                      | Carla (#2)                   |                                                                   |
| 1982–1988        | Young Talent Time                                  | Önmaga                       | Rendszeres előadó                                                 |
| 1983             | Home                                               | Önmaga                       | Vendégszerep; 1 epizód                                            |
| 1988             | All The Way                                        | Penny Seymour                |                                                                   |
| 1989–1990        | Home and Away                                      | Emma Jackson                 | Rendszeres szerep                                                 |
| 1990–1999        | Hey Hey It's Saturday                              | Önmaga                       | 7 epizód                                                          |
| 1991             | Wogan                                              | Önmaga                       | Vendég; 2 epizód                                                  |
| 1991             | Motormouth                                         | Önmaga                       | 3 epizód                                                          |
| 1991             | Celebrity Wheel of Fortune                         | Versenyző                    | 1 epizód                                                          |
| 1992, 1993       | What's Up Doc?                                     | Vendég műsorvezető           | 2 epizód                                                          |
| 1992–2004        | Top of the Pops                                    | Előadó / Vendég műsorvezető  | 13 epizód                                                         |
| 1993             | Parallel 9                                         | Önmaga                       | 1 epizód                                                          |
| 1993, 1996, 2011 | A Current Affair                                   | Önmaga                       | 3 epizód                                                          |
| 1994–1995        | Fan TC                                             | Vendég                       |                                                                   |
| 1994–1995        | The Big Breakfast                                  | Vendég                       |                                                                   |
| 1995             | Hanging Out                                        | Vendég műsorvezető           | 2 epizód                                                          |
| 1996             | It's Not Just Saturday                             | Társ-előadó                  | Gareth Jones-szal                                                 |
| 1996             | The Scoop                                          | Előadó                       | 8 epizód                                                          |
| 1996             | Zig and Zag's Dirty Deeds                          | Önmaga                       | Epizód: "Comic Collision"                                         |
| 1997             | Disney Time                                        | Előadó                       |                                                                   |
| 1997–1998        | Live & Kicking                                     | Előadó                       | "Electric Circus" segments                                        |
| 1998             | Scratchy & Co.                                     | Önmaga                       | 1 epizód                                                          |
| 2001             | Star for a Night                                   | Vendég bíró                  |                                                                   |
| 2002             | SMTV Live                                          | Vendég műsorvezető           | 2 epizód                                                          |
| 2002             | Wish You Were Here...?                             | Vendég műsorvezető           | 1 epizód                                                          |
| 2002–2005        | CD:UK                                              | Önmaga                       | 4 epizód                                                          |
| 2003             | Star Academy                                       | Önmaga                       | 1 epizód                                                          |
| 2003             | Blue Peter                                         | Önmaga                       | 1 epizód                                                          |
| 2005, 2007       | Loose Women                                        | Önmaga                       | Vendég; 2 epizód                                                  |
| 2007             | The Kylie Show                                     | Önmaga                       | Vígjáték vázlatok                                                 |
| 2007–2010        | The X Factor UK                                    | Zsűritag                     | 4-7 sorozat                                                       |
| 2007–2012        | Australia's Got Talent                             | Zsűritag                     | 1-6 évad                                                          |
| 2007, 2008, 2014 | Ant & Dec's Saturday Night Takeaway                | Vendég bemondó               | 3 epizód                                                          |
| 2008             | Nickelodeon UK Kids Choice Awards 2008             | Műsorvezető                  |                                                                   |
| 2008             | It Takes Two                                       | Vendég bíró                  | 1 epizód                                                          |
| 2008             | Blush: The Search for the Next Great Makeup Artist | Vendég bíró                  | 1 epizód                                                          |
| 2009             | Beautiful People                                   | Önmaga                       | Epizód: "How I Got My Turner"                                     |
| 2010             | Ultimate Movie Toons                               | Műsorvezető                  |                                                                   |
| 2010             | Piers Morgan's Life Stories                        | Önmaga                       | 1 epizód                                                          |
| 2010             | Dannii Minogue: Style Queen                        | Önmaga                       | Három részes dokumentumfilm                                       |
| 2011             | The One Show                                       | Önmaga                       | Vendég; 1 epizód                                                  |
| 2011             | Alan Carr: Chatty Man                              | Önmaga                       | Vendég; 1 epizód                                                  |
| 2011             | Dancing with the Stars                             | Vendég zsűritag              | 1 epizód                                                          |
| 2011–2013        | Project Runway Australia                           | Vendég zsűritag              | 3 epizód                                                          |
| 2012             | The Talent Show Story                              | Önmaga                       | 2 epizód                                                          |
| 2013             | Britain & Ireland's Next Top Model                 | Zsűritag                     | Britain & Ireland's Next Top Model 9. sorozat                     |
| 2013–2015        | The X Factor Australia                             | Zsűritag                     | 5-7 évad                                                          |
| 2013–2021        | Have You Been Paying Attention?                    | Guest Panellist / Quizmaster | 4 epizód                                                          |
| 2017             | Let It Shine                                       | Zsűritag                     |                                                                   |
| 2018             | Dance Boss                                         | Műsorvezető                  | Also executive producer                                           |
| 2018             | Ultimate Beastmaster                               | Műsorvezető                  | 9 epizód                                                          |
| 2019–2021        | The Masked Singer Australia                        | Zsűritag                     |                                                                   |
| 2021             | RuPaul's Drag Race Down Under                      | Önmaga                       | Speciális vendég; RuPaul's Drag Race Down Under 1. évad, 2 epizód |
| 2022             | This Is Your Life                                  | Önmaga                       | 1 epizód                                                          |
| 2023             | The Project                                        | Önmaga                       | Vendég; 1 epizód                                                  |
| 2023             | Mushroom 50 Concert                                | Önmaga                       | TV Concert special                                                |
| 2023             | I Kissed a Boy                                     | Műsorvezető                  | BBC Three dating show                                             |
| 2024             | I Kissed a Girl                                    | Műsorvezető                  | BBC Three dating show                                             |

### Film
| Év   | Filmcím                                             | Szerep        | Megjegyzés     |
| ---- | --------------------------------------------------- | ------------- | -------------- |
| 1992 | Secrets / One Crazy Night                           | Didi          | Főszerep       |
| 2004 | The Porter                                          | Bunny Stigler | Rövidfilm      |
| 2007 | White Diamond: A Personal Portrait of Kylie Minogue | Önmaga        | Életrajzi film |
| 2016 | Molly: The Real Thing                               | Önmaga        | Életrajzi film |
| 2022 | Seriously Red                                       | Önmaga        | Hiteltelen     |

### DVD
| Év   | Cím                                  | Szerep |
| ---- | ------------------------------------ | ------ |
| 2007 | Dannii Minogue: The Video Collection | Önmaga |

## Bibliográfia
- My Story (önéletrajz) (2010)
- My Style (divatkönyv) (2011)

## Díjak és jelölések
| Év   | Díj                                  | Kategória                                     | Tevékenység                            | Eredmény          |
| ---- | ------------------------------------ | --------------------------------------------- | -------------------------------------- | ----------------- |
| 2011 | Glamour Women of the Year            | Az év TV-s személyisége                       | Önmaga                                 | Elnyerte          |
| 2010 | Az év 1. számú celebe                | Az év celebe                                  | Az év metro's celebe                   | Elnyerte          |
| 2010 | Max Factor 2010                      | A világ 2010-es glam Celebe                   | Önmaga                                 | Második helyezett |
| 2010 | Elle Style Awards 2010               | A legjobb TV-s csillag                        | Önmaga                                 | Elnyerte          |
| 2009 | Cosmopolitan Awards 2009             | Az év legjobb Tv-s személyisége               | Önmaga                                 | Elnyerte          |
| 2008 | No.1 Celeb of the Year               | Az év celebe                                  | Az év metro's celebe                   | Elnyerte          |
| 2007 | Glamour Awards                       | TV személyiség                                | Önmaga                                 | Elnyerte          |
| 2007 | National Television Awards           | Most Popular Talent Show                      | The X Factor                           | Elnyerte          |
| 2004 | WMC International Dance Music Awards | A legjobb Hi-Energy dal / Euro megjelenés     | "I Begin to Wonder"                    | Jelölve           |
| 2004 | WMC International Dance Music Awards | Best Dance Artists                            | N/A                                    | Jelölve           |
| 2004 | Dancestar 2004 Awards                | A legjobb világsláger                         | "I Begin to Wonder"                    | Jelölve           |
| 2003 | ARIA Awards                          | Az ARIA slágerlista legjobb album megjelenése | Neon Nights                            | Jelölve           |
| 2003 | Capital FM Awards                    | Capital Rhythm Díjkiosztó                     | N/A                                    | Elnyerte          |
| 2003 | Disney Channel Awards                | Legjobb női előadó                            | N/A                                    | Elnyerte          |
| 2001 | Maxim Awards                         | Legjobb női műsorvezető                       | Notre-Dame De Paris                    | Elnyerte          |
| 1998 | MO Award                             | A legjobb női musical színész                 | Rizzo in Grease: The Arena Spectacular | Jelölve           |
| 1998 | BRMB Music Awards                    | A legjobb videoklip                           | "All I Wanna Do"                       | Elnyerte          |
| 1991 | TV Hits Magazine                     | A legjobb női TV csillag                      | N/A                                    | Elnyerte          |
| 1991 | Smash Hits Poll Winners Party        | A legjobb új előadó                           | N/A                                    | Elnyerte          |
| 1991 | BIG Magazine                         | A világ legjobb női popcsillaga               | N/A                                    | Elnyerte          |
| 1991 | Radio One & Flash Forward Magazine   | Az év 1 számú női kedvence                    | N/A                                    | Elnyerte          |
| 1990 | Logie Awards                         | Most Popular Female Talent                    | Home and Away                          | Jelölve           |
| 1989 | Logie Awards                         | Most Popular Female Talent                    | Home and Away                          | Jelölve           |
| 1989 | The Variety Club of Australia        | Young Variety Award                           | N/A                                    | Elnyerte          |